# 3 (doaのアルバム)
『3』（スリー）は、doaのメジャー3枚目のアルバム。

## 内容
- 前作より約2年ぶりとなったdoaの3枚目のアルバム。アルバムタイトルの由来は前述の事だけではなく、徳永暁人が言う「2004年のデビューから3年目」「3人でやってきてよかった」から来ている。
- これまでのアルバムの中で、最高位、売り上げを更新した。

## 収録曲
全作曲・編曲：徳永暁人
1. 心のリズム飛び散るバタフライ
作詞、リードボーカル：徳永暁人
2. 地球の中で二人っきり
作詞、リードボーカル：徳永暁人
3. RUNAWAY
作詞：徳永暁人、リードボーカル：吉本大樹
4. Keep Rollin'
作詞：大田紳一郎、リードボーカル：吉本大樹
5. ゼロの気持ち
作詞：大田紳一郎、リードボーカル：doa
6. 嘘
作詞、リードボーカル：徳永暁人
7. はるかぜ
作詞、リードボーカル：徳永暁人
8. SALMON JUMP
作詞、リードボーカル：大田紳一郎
9. アツイウチニウテ
作詞：徳永暁人&大田紳一郎、リードボーカル：大田紳一郎
10. Route 26
作詞、リードボーカル：吉本大樹
11. cactus (Interlude)
12. One Love
作詞：大田紳一郎、リードボーカル：吉本大樹
13. 自由形 〜フリースタイル〜
作詞：徳永暁人&大田紳一郎、リードボーカル：吉本大樹

## タイアップ
TBS系TV全国ネット『キヤノンスペシャル 古代文明ミステリー幻のアンデス黄金帝国インカに眠る謎!!』イメージソング

## 参加ミュージシャン
- 吉本大樹 - ボーカル
- 大田紳一郎 - ボーカル、ギター
- 徳永暁人 - ボーカル、ベース、ガットギター
  - 山口昌人（FEEL SO BAD） - ドラム
  - 綿貫正顕 - ギター